# Robert Dyas
Robert Dyas es una cadena minorista del Reino Unido fundada en Londres en 1872.  Las tiendas ofrecen gamas de artículos para el hogar, pequeños electrodomésticos, productos de jardinería, artículos de cocina, bricolaje y electrónica de consumo a lo largo de 98 tiendas, principalmente en Gran Londres y el sudeste de Inglaterra.

## Tiendas y productos
Robert Dyas actualmente opera alrededor de 96 tiendas independientes.  Tiendas varían en tamaño de un desde 116 m² hasta 840 m². Se encuentran principalmente en Londres y el sureste de Inglaterra, pero también existen lugares tan lejanos como Bristol en el oeste y Solihull y Kenilworth , en West Midlands. 
La gama de productos se centra principalmente en artículos DIY para el hogar y de luz.Los departamentos centrales incluyen utensilios de cocina, electrodomésticos de cocina, productos de limpieza y de lavandería, cuidado del jardín, ocio al aire libre y herramientas y materiales de bricolaje. Tiene en estocaje algunas líneas de oficina doméstica y tecnología, que consiste en elementos tales como teléfonos, impresoras y accesorios para computadoras y elementos audiovisuales.